# 308 Polyxo
308 Polyxo este un asteroid din centura principală, descoperit pe 31 martie 1891, de Alphonse Borrelly.